# Obelisco Branco
O Obelisco Branco foi um artefato feito de pedra calcária criado por Assurnasirpal I (r. 1050–1031 a.C.) da Assíria, que atualmente está exposto no Museu Britânico, juntamente com o Obelisco Negro. Ele foi encontrado pelo assiriólogo iraquiano-assírio Hormuzd Rassam em julho de 1853 nas ruínas da antiga Nínive em Kuyunjik. O artefato representava cenas de guerra, caçadas, procissões de tributários e ocasiões cerimoniais associadas a Assurnasirpal I. Ele seria imediatamente atribuído a Assurnasirpal II (r. 884–859 a.C.), mas o arqueólogo Anton Moortgat discorda disso, e, no entanto, adiciona um ponto de interrogação após "Assurnasirpal I" na legenda da ilustração em seu livro (Die Kunst Des Alten Mesopotamien).